# بلاك آوت
بلاك آوت (بالإنجليزية: Blackout) هي أغنية من إنتاج فرقة الروك الأمريكية لينكين بارك، أُصدرت في الثامن من سبتمبر 2010، وهي الأغني التاسعة من الألبوم «أثاوزند سنز» الذي أُصدر عام 2010. وقال المغني مايك شينودا «أن الفرقة واجهت في البداية صعوبة بشأن الغناء وكلمات الأغنية، لكن بمساعدة ريك روبن أضافت الأغنية روحًا إلى الألبوم، وبدونها لكان الألبوم جامدًا ورقميًا».